# 竹内洋司
竹内 洋司（たけうち ひろし、1987年5月20日 - ）は、三重県伊勢市生まれの尺八奏者。尺八侍と。好物はうどん。

## 来歴
三重県伊勢市出身。24歳の時、尺八の音色に衝撃を受け尺八を始める。国際尺八コンクール優勝者 岩田卓也に現代尺八を教わる。「尺八を身近に」「伝統の革新」というテーマで活動を行っている。活動初年度より和楽器同士の演奏の他、洋楽器、伊藤潤一とのコラボ、公共事業やイベントに多数出演している。演奏場所も「より多くの人に聞いてもらいたい・従来の尺八のイメージにとらわれないように」と路上ライブ、ホール、神社仏閣などの場所や美術家や、陶芸作家とのコラボなどカタチを問わずに活動を行っている。
地元の路上アーティスト集団Ustreetでも活動を行うことがあり、地域店舗の応援ソングCD「からあげ丼」にクレジット参加もしている。
2015年三重県主要市町村演奏行脚として三重県全主要市町村を人とのつながりで演奏行脚。
2016年Nagoya Pop Up Artistオーディション合格しライセンスを取得。
2017年四日市市市制120周年記念和楽器クインテットメンバーとしてKUNI-KENらと演奏。
2018年、主催コンサート「尺八二管 風伝」を企画し尺八2重奏をメインとする演奏で故郷の市民らに尺八のイメージを変える活動を行う。日本全国演奏行脚と称しギターと尺八による演奏活動を行っている。9月、はまなみレーベルからギターのogurockとのオリジナルシングルCD「X Y」を発売。
2019年には三重県文化新人賞を受賞し、式典では演武披露に選ばれて演奏。同年6月には愛知県で行われた第70回愛知県全国植樹祭のサテライト会場でも演奏を行う。
2020年4月に、全米CDをリリースする世界的な和洋混成バンドのメンバーとして加入。
また神事にも信仰が篤く、2020年に流行した新型コロナウイルスの流行に際し全国各地の神社で行われた新型コロナウイルス流行鎮静祈願祭では三重県の三瀬谷神社にて奉納演奏を行い終息を祈願している。
他に元公務員の経験や20代まで音楽未経験でもあり、レイトスターターの視点を活かしての講演会、演奏時のMCなどが面白い理由からイベントMCの仕事なども行うことがある。

## ディスコグラフィ
- X,Y（2018年）

## 受賞歴
- 三重県文化新人賞（2019年）[4]